# Кільчень (село)
Кільчень (до 1 квітня 2016 — Радя́нське) — село в Україні, у Магдалинівській селищній громаді Самарівського району Дніпропетровської області. Населення за переписом 2001 року становить 474 особи.

## Географія
Село Кільчень знаходиться на правому березі річки Кільчень, вище за течією на відстані 2 км розташоване село Веселий Гай, нижче за течією на відстані 4,5 км розташоване село Олександрівка, на протилежному березі — село Запоріжжя.

## Населення

### Мова
Розподіл населення за рідною мовою за даними перепису 2001 року:
| Мова            | Кількість | Відсоток |
| --------------- | --------- | -------- |
| українська      | 402       | 84.81%   |
| російська       | 60        | 12.66%   |
| вірменська      | 10        | 2.11%    |
| білоруська      | 1         | 0.21%    |
| інші/не вказали | 1         | 0.21%    |
| Усього          | 474       | 100%     |

## Економіка
- Державне дослідницьке підприємство «Поливанівка» (І відділення)

## Об'єкти соціальної сфери
- Школа.